# Orden cíclico

Los meses del año forman un orden cíclico

En matemáticas, un orden cíclico es una forma de organizar un conjunto de objetos dispuestos sobre una circunferencia. A diferencia de la mayoría de las estructuras en teoría del orden, un orden cíclico no se modela como una relación binaria habitual del tipo "a < b". Por ejemplo, no se dice que el norte esté situado "más en el sentido de las agujas del reloj" que el sur. En cambio, un orden cíclico se define como una relación ternaria [a, b, c], lo que significa que "después de a, se llega a b antes de pasar por c". Por ejemplo, de acuerdo con la imagen de la derecha, la terna de meses del año [junio, octubre, febrero] responde a esta definición, pero en cambio la terna formada por [junio, febrero, octubre] no lo hace. Una relación ternaria se denomina orden cíclico si es cíclica, asimétrica, transitiva y conectada. Descartar el requisito de "conectada" da como resultado un orden cíclico parcial.
Un conjunto con un orden cíclico se denomina conjunto ordenado cíclicamente o simplemente ciclo. Algunos ciclos familiares son discretos y solo tienen un número finito de elementos: hay siete días de la semana, cuatro puntos cardinales, doce notas en la escala cromática musical y tres jugadas en piedra, papel o tijera. En un ciclo finito, cada elemento tiene un "elemento siguiente" y un "elemento anterior". También hay ciclos continuamente variables con infinitos elementos, como una circunferencia goniométrica orientada en un plano.
Los órdenes cíclicos están estrechamente relacionados con los órdenes totales más familiares, que organizan objetos en una recta. Cualquier orden lineal se puede doblar en un círculo y cualquier orden cíclico se puede cortar en un punto, lo que da como resultado un orden lineal. Estas operaciones, junto con las construcciones relacionadas de intervalos y mapas de cobertura, significan que las preguntas sobre órdenes cíclicos a menudo se pueden transformar en preguntas sobre órdenes lineales. Los ciclos tienen más simetrías que los órdenes lineales y, a menudo, aparecen naturalmente como residuos de estructuras lineales, como en el caso de los grupo cíclicos o de la recta proyectiva real.

## Ciclos finitos

Un ciclo de 5 elementos

Un orden cíclico en un conjunto X con n elementos es como una disposición de X en la esfera de un reloj, para un reloj de n horas. Cada elemento x en X tiene un "elemento siguiente" y un "elemento anterior", y tomando los ciclos sucesores o predecesores exactamente una vez a través de los elementos, como x(1), x(2), ..., x(n).
Hay algunas formas equivalentes de enunciar esta definición. Un orden cíclico en X es lo mismo que una permutación que convierte todo X en un solo ciclo. Un ciclo con n elementos es también un Zn-torsor: un conjunto con una acción transitiva libre sobre un grupo cíclico. Otra formulación es convertir X en el grafo ciclo estándar en los n vértices, mediante el emparejado de los elementos con los vértices.
Puede ser instintivo usar órdenes cíclicos para la función simétrica, como por ejemplo en
xy + yz + zx
donde escribir el monomio final como xz distraería la atención del proceso.
Un uso sustancial de los órdenes cíclicos es la determinación de los clases de conjugación de los grupos libres. Dos elementos g y h del grupo libre F en un conjunto Y son conjugados si y solo si, cuando se escriben como productos de los elementos y y y−1 con y en Y, y luego esos productos se ponen en orden cíclico, los órdenes cíclicos son equivalentes bajo las reglas de reescritura que permiten eliminar o agregar y e y−1 adyacentes.
Un orden cíclico sobre un conjunto X puede ser determinado por un orden lineal sobre X, pero no de forma única. Elegir un orden lineal es equivalente a elegir un primer elemento, por lo que existen exactamente n órdenes lineales que inducen un orden cíclico dado. Dado que hay n! órdenes lineales posibles, hay (n − 1)! órdenes cíclicos posibles.

## Definiciones
Un conjunto infinito también se puede ordenar cíclicamente. Ejemplos importantes de ciclos infinitos incluyen la circunferencia goniométrica, S1 y los números racionales, Q. La idea básica es la misma: se ordenan los elementos del conjunto alrededor de un círculo. Sin embargo, en el caso infinito no se puede confiar en una relación de sucesor inmediato, porque los puntos pueden no tener sucesores. Por ejemplo, dado un punto en la circunferencia unitaria, no hay un "próximo punto". Tampoco se puede confiar en una relación binaria para determinar cuál de los dos puntos viene "primero". Viajando en el sentido de las agujas del reloj en un círculo, ni el este ni el oeste vienen primero, sino que cada uno sigue al otro.
En cambio, se usa una relación ternaria que denota que los elementos a, b, c aparecen uno después del otro (no necesariamente inmediatamente) a medida que se avanza alrededor de la circunferencia. Por ejemplo, en el sentido de las agujas del reloj, [este, sur, oeste]. Por currificación los argumentos de la relación ternaria [a, b, c], se puede pensar en un orden cíclico como una familia de un parámetro de relaciones binarias de orden, llamadas cortes, o como una familia de dos parámetros de subconjuntos de K, llamada intervalos.

### Relación ternaria
La definición general es la siguiente: un orden cíclico sobre un conjunto X es una relación C ⊂ X3, escrita [a, b, c], que satisface los siguientes axiomas:
1. Ciclicidad: Si [a, b, c] entonces [b, c, a]
2. Asimetría: Si [a, b, c] entonces no se cumple que [c, b, a]
3. Transitividad: Si [a, b, c] y [a, c, d] entonces [a, b, d]
4. Conectividad: si a, b y c son distintos, entonces [a, b, c] o [c, b, a]

Los axiomas se nombran por analogía con los axiomas de asimetría, transitividad y conectividad para una relación binaria, que juntos definen un orden total.txt, consideró otras posibles listas de axiomas, incluida una lista que pretendía enfatizar la similitud entre un orden cíclico y una geometría ordenada. Una relación ternaria que satisface los primeros tres axiomas, pero no necesariamente el axioma de totalidad, es un orden cíclico parcial.

### Laminación y cortes
Dado un orden lineal < sobre un conjunto X, el orden cíclico sobre X inducido por < se define como sigue:
[a, b, c] si y solo si a < b < c o b < c < a o c < a < b
Dos órdenes lineales inducen el mismo orden cíclico si pueden transformarse entre sí mediante un reordenamiento cíclico, como en el
corte de un mazo de cartas. Se puede definir una relación de orden cíclico como una relación ternaria inducida por un orden lineal estricto como el anterior.
Cortar un solo punto de un orden cíclico deja atrás un orden lineal. Más precisamente, dado un conjunto ordenado cíclicamente (K, [ ])), cada elemento a ∈ K define un orden lineal natural <a sobre el resto del conjunto, K ∖ a, por la siguiente regla:
x <a y si y solo si [a, x, y].
Además, <a puede extenderse agregando a como elemento mínimo; el orden lineal resultante en K se denomina corte principal con el elemento mínimo a. Asimismo, adjuntar a como elemento mayor da como resultado un corte <a.

### Intervalos
Dados dos elementos a ≠ b ∈ K, el intervalo de a a b, escrito (a, b), es el conjunto de todos los x ∈ K tales que [a, x, b]. El sistema de intervalos abiertos define completamente el orden cíclico y puede usarse como una definición alternativa de una relación de orden cíclico.
Un intervalo (a, b) tiene un orden lineal natural dado por <a. Se pueden definir intervalos semicerrados y cerrados [a, b), (a, b] y [a, b] adjuntando a como elemento menor y/o b como elemento mayor. Como caso especial, el intervalo abierto (a, a) se define como el corte K ∖ a.
Más generalmente, un subconjunto propio S de K se llama convexo si contiene un intervalo entre cada par de puntos: para a ≠ b ∈ S, (a, b) o (b, a) también deben estar en S. Un conjunto convexo está ordenado linealmente por el corte <x para cualquier x que no esté en el conjunto; este orden es independiente de la elección de x.

### Automorfismos
Como una circunferencia tiene un orden en el sentido del reloj y un orden antihorario, cualquier conjunto con un orden cíclico tiene dos sentidos. Una función biyectiva del conjunto que conserva el orden se llama correspondencia ordenada. Si se mantiene el sentido como antes, se trata de una correspondencia directa, en caso contrario se denomina correspondencia opuesta. Coxeter usa una relación de separación para describir el orden cíclico, y esta relación es lo suficientemente fuerte como para distinguir los dos sentidos del orden cíclico. Los automorfismos de un conjunto ordenado cíclicamente pueden identificarse con C2, el grupo de dos elementos de las correspondencias directas y las opuestas.

## Funciones monótonas
La idea de "orden cíclico = disposición en una circunferencia" funciona porque cualquier subconjunto de un ciclo es en sí mismo un ciclo. Para usar esta idea para imponer órdenes cíclicos en conjuntos que en realidad no son subconjuntos de la circunferencia unitaria en el plano, es necesario considerar una función entre conjuntos.
Una función entre dos conjuntos ordenados cíclicamente, f : X → Y, se llama función monótona o homomorfismo si permite revertir el orden en Y: siempre que [f(a), f(b), f(c)], se tiene que [a, b, c]. De manera equivalente, f es monótona si cada vez que [a, b, c], f(a), f(b) y f(c) son distintos, entonces [f(a), f(b), f(c)]. Un ejemplo típico de una función monótona es la siguiente función en un ciclo con 6 elementos:
f(0)= f(1)= 4,
f(2)= f(3)= 0,
f(4)= f(5)= 1.
Una función se llama embebida si es tanto monótona como inyectiva. De manera equivalente, una función embebida es aquella que induce un ordenamiento en X: cada vez que [a, b, c], se tiene que [f(a), f(b), f(c)]. Como ejemplo importante, si X es un subconjunto de un conjunto ordenado cíclicamente Y, y X recibe su ordenación natural, entonces la aplicación inclusiva i : X → Y es una aplicación embebida.
Generalmente, una función inyectiva f de un conjunto desordenado X respecto a un ciclo Y induce un orden cíclico único en X que convierte a f en una función embebida.

### Funciones en conjuntos finitos
Un orden cíclico en un conjunto finito X se puede determinar mediante una inyección en la circunferencia unitaria, X → S1. Hay muchas funciones posibles que inducen el mismo orden cíclico; de hecho, infinitas. Para cuantificar esta redundancia, se necesita un objeto combinatorio más complejo que un simple número. Examinar el espacio de configuración de todas estas aplicaciones conduce a la definición de un politopo (n − 1)-dimensional conocido como cicloedro. Los cicloedros se aplicaron por primera vez al estudio de invariante de nudo; se han aplicado más recientemente a la detección experimental de genes expresados periódicamente en el estudio del reloj biológico.
La categoría de homomorfismos de los ciclos finitos estándar se denomina categoría cíclica; puede usarse para construir la homología cíclica de Alain Connes.
Se puede definir un grado de una función entre ciclos, análoga al grado de una aplicación continua. Por ejemplo, la correspondencia natural del círculo de quintas sobre el círculo cromático acústico es una imagen de grado 7. También se puede definir un número de rotación.

### Terminación
- Un corte con un elemento mínimo y un elemento máximo se denomina salto. Por ejemplo, cada corte de un ciclo finito Zn es un salto. Un ciclo sin saltos se llama denso.[18][19]
- Un corte sin un elemento mínimo ni un elemento máximo se denomina "brecha". Por ejemplo, los números racionales Q presentan un salto en cada número irracional. También tienen un espacio en el infinito de acuerdo con el orden habitual. Un ciclo sin intervalos se denomina completo.[20][19]
- Un corte con exactamente un punto final se denomina corte principal o de Dedekind. Por ejemplo, cada corte de la circunferencia S1 es un corte principal. Un ciclo en el que cada corte es principal, siendo a la vez denso y completo, se denomina continuo.[21][19]

[<_{1}, <_{2}, <_{3}] y [x, y, z]

El conjunto de todos los cortes está ordenado cíclicamente por la siguiente relación: [<1, <2, <3] si y solo si existe x, y, z tal que:
x <1 y <1 z,
x <1 y <2 z <2 x, y
x <1 y <1 z <3 x <3 y.
Cierto subconjunto de este ciclo de cortes es la terminación de Dedekind del ciclo original.

## Otras construcciones

### Desenrolladores y fundas
A partir de un conjunto K ordenado cíclicamente, se puede formar un orden lineal desplegándolo sobre una recta infinita. Esto captura la noción intuitiva de llevar la cuenta de cuántas veces se da la vuelta a una circunferencia. Formalmente, se define un orden lineal en el producto cartesiano Z × K, donde Z es el conjunto de los números enteros, fijando un elemento a y requiriendo eso para todos los i:
Si [a, x, y], entonces ai < xi < yi < ai + 1.
Por ejemplo, los meses enero 2025, mayo 2025, septiembre 2025 y enero 2026 se suceden en este orden.
Este orden de Z × K se llama espacio recubridor de K. Su tipo de orden es independiente de la elección de a, pero la notación no lo es, ya que la coordenada entera "se da la vuelta" en a. Por ejemplo, aunque el orden cíclico de clases tonales es compatible con el orden alfabético de la A a la G, se elige C para que sea la primera nota de cada octava, por lo que en la notación de nota-octava, B3 va seguida de C4.
La construcción inversa comienza con un conjunto ordenado linealmente y lo enrolla en un conjunto ordenado cíclicamente. Dado un conjunto L linealmente ordenado y una función biyectiva T : L → L que conserva el orden con órbitas ilimitadas, la acción L / T está ordenada cíclicamente por el requisito:
Si a < b < c < T(a), entonces [[a], [b], [c]].
En particular, se puede recuperar K definiendo T(xi)= xi + 1 en Z × K.
También hay recubrimientos de n pliegues para n finito; en este caso, un conjunto ordenado cíclicamente cubre otro conjunto ordenado cíclicamente. Por ejemplo, el sistema horario de 24 horas es un recubrimiento doble del sistema horario de 12 horas. En geometría, el haz de rectass que emanan de un punto en el plano orientado es un doble recubrimiento del haz de rectas no orientadas que pasan por el mismo punto. Estas aplicaciones de cobertura se pueden caracterizar elevándolos al recubrimiento universal.

### Productos y retracciones
Dado un conjunto ordenado cíclicamente (K, [ ]) y un conjunto ordenado linealmente (L, <), el producto lexicográfico (total) es un orden cíclico en el conjunto producto K × L, definido por [(a, x), (b, y), (c, z)] si se cumple una de las siguientes condiciones:
- [a, b, c]
- a= b ≠ c y x < y
- b= c ≠ a e y < z
- c= a ≠ b y z < x
- a= b= c y [x, y, z]

El producto lexicográfico K × L globalmente se parece a K y localmente se parece a L; se puede considerar como K copias de L. Esta construcción se usa a veces para caracterizar grupos ordenados cíclicamente.
También se pueden unir diferentes conjuntos ordenados linealmente para formar un conjunto ordenado circularmente. Por ejemplo, dados dos conjuntos L1 y L2 linealmente ordenados, se puede formar una circunferencia uniéndolos en el infinito positivo y el negativo. Un orden circular en la unión disjunta L1 ∪ L2 ∪ {–∞, ∞} está definido por ∞ < L1 < –∞ < L2 < ∞, donde el orden inducido en L1 es el opuesto de su orden original. Por ejemplo, el conjunto de todas las longitudes geográficas se ordena circularmente uniendo todos los puntos al oeste y todos los puntos al este, junto con el meridiano cero y el meridiano 180.Kuhlmann, Marshall y Osiak (2011) usa esta construcción al caracterizar los espacios de ordenamientos y lugares reales de doble serie formal de potencias sobre un cuerpo cerrado real.

## Topología
Los intervalos abiertos forman una base para una topología natural, una topología ordenada cíclicamente. Los conjuntos abiertos en esta topología son exactamente aquellos conjuntos que están abiertos en "todos" los órdenes lineales compatibles. Para ilustrar la diferencia, en el conjunto [0, 1), el subconjunto [0, 1/2) es una vecindad de 0 en el orden lineal pero no en el orden cíclico.
Ejemplos interesantes de espacios ordenados cíclicamente incluyen el límite conforme de un conjunto simplemente conexo como la superficie de Lorentz y el espacio hoja de una laminación esencial laminada a partir de ciertas 3-variedades. También se han estudiado sistemas dinámicos en espacios ordenados cíclicamente.
La topología de intervalo olvida la orientación original del orden cíclico. Esta orientación puede restablecerse enriqueciendo los intervalos con sus órdenes lineales inducidos; entonces se tiene un conjunto cubierto con un atlas de órdenes lineales que son compatibles donde se superponen. En otras palabras, se puede pensar en un conjunto ordenado cíclicamente como un espacio ordenado linealmente localmente: un objeto como una variedad, pero con relaciones de orden en lugar de gráficos de coordenadas. Este punto de vista facilita la precisión de conceptos tales como aplicaciones de recubrimiento. La generalización a un espacio parcialmente ordenado localmente se estudia en Roll (1993); véase también topología dirigida.

## Estructuras relacionadas

### Grupos
Un grupo ordenado cíclicamente es un conjunto con una estructura de grupo y un orden cíclico, de modo que la multiplicación por la izquierda y por la derecha conservan el orden cíclico. Los grupos ordenados cíclicamente fueron estudiados en profundidad por primera vez por Ladislav Rieger en 1947. Son una generalización de los grupos cíclicos: Z y Z/n. Dado que un orden lineal induce un orden cíclico, los grupos ordenados cíclicamente también son una generalización de un grupo ordenable: los números racionales Q, los números reales R, etc. Algunos de los grupos ordenados cíclicamente más importantes no pertenecen a ninguna de las categorías anteriores: el grupo circular T y sus subgrupos, como el subgrupo de puntos racionales.
Cada grupo ordenado cíclicamente se puede expresar como un cociente L / Z, donde L es un grupo ordenado linealmente y Z es un subgrupo cofinal cíclico de L. Cada grupo ordenado cíclicamente también se puede expresar como un subgrupo de un producto T × L, donde L es un grupo ordenado linealmente. Si un grupo ordenado cíclicamente es de Arquímedes o compacto, se puede embeber en el propio T.

### Axiomas modificados
Un orden cíclico parcial es una relación ternaria que generaliza un orden cíclico (total) de la misma manera que un orden parcial generaliza un orden total. Es cíclico, asimétrico y transitivo, pero no necesita ser total. Una variedad de orden es un orden cíclico parcial que satisface un axioma de "extensión" adicional. Reemplazar el axioma de asimetría con una versión complementaria da como resultado la definición de un orden cocíclico. Propiamente, los órdenes cocíclicos totales están relacionados con los órdenes cíclicos de la misma manera que ≤ está relacionado con <.
Un orden cíclico obedece a un axioma de transitividad de 4 puntos relativamente fuerte. Una estructura que debilita este axioma es el sistema CC: una relación ternaria que es cíclica, asimétrica y total, pero generalmente no transitiva. En cambio, un sistema CC debe obedecer a un axioma de transitividad de 5 puntos y un nuevo axioma de interioridad, que restringe las configuraciones de 4 puntos que violan la transitividad cíclica.
Se requiere que un orden cíclico sea simétrico bajo permutación cíclica, [a, b, c] ⇒ [b, c, a], y asimétrico bajo inversión: [a, b, c] ⇒ ¬[c, b, a]. Una relación ternaria que es asimétrica bajo permutación cíclica y simétrica bajo inversión, junto con las versiones apropiadas de los axiomas de transitividad y totalidad, se denomina geometría ordenada. Una relación de separación es una relación matemática que se puede considerar como un orden cíclico sin orientación. La relación entre un orden circular y una relación de separación es análoga a la relación entre un orden lineal y una relación de estar situado entre dos puntos dados.

## Simetrías y teoría de modelos
Evans, Macpherson y Ivanov (1997) proporcionaron una descripción teórica de modelos de las aplicaciones de recubrimiento de los ciclos.txt, estudió los grupos de automorfismos de ciclos con varias propiedades de transitividad.Giraudet y Holland (2002) caracterizó ciclos cuyos grupos de automorfismos completos actúan libremente y transitivamente.Campero-Arena y Truss (2009) caracterizaron ciclos coloreados contables cuyos grupos de automorfismos actúan transitivamente.Truss (2009) estudió el grupo de automorfismos del ciclo denso contable único (hasta el isomorfismo).Kulpeshov y Macpherson (2005) estudió las condiciones de minimalidad en estructuras ordenadas circularmente, es decir, modelos de lenguajes de primer orden que incluyen una relación de orden cíclico. Estas condiciones son análogas a la o-minimalidad y a la o-minimalidad débil para el caso de estructuras ordenadas linealmente.txt, continuó con algunas caracterizaciones de estructuras ω-categóricas.

## Cognición
Hans Freudenthal ha enfatizado el papel de los órdenes cíclicos en el desarrollo cognitivo, en contraste con Jean Piaget, que aborda solo los órdenes lineales. Se han realizado algunos experimentos para investigar las representaciones mentales de conjuntos ordenados cíclicamente, como los meses del año.

## Lecturas relacionadas
- Bhattacharjee, Meenaxi; Macpherson, Dugald; Möller, Rögnvaldur G.; Neumann, Peter M. (1998), Notes on Infinite Permutation Groups, Lecture Notes in Mathematics 1698, Springer, pp. 108-109, ISBN 978-3-540-64965-6, doi:10.1007/BFb0092550.
- Bodirsky, Manuel; Pinsker, Michael (2011), «Reducts of Ramsey Structures», Model Theoretic Methods in Finite Combinatorics, Contemporary Mathematics 558, AMS, p. 489ff, Bibcode:2011arXiv1105.6073B, ISBN 978-0-8218-4943-9, arXiv:1105.6073.
- Cameron, Peter J. (June 1976), «Transitivity of permutation groups on unordered sets», Mathematische Zeitschrift 148 (2): 127-139, S2CID 120757129, doi:10.1007/BF01214702.
- Cameron, Peter J. (June 1977), «Cohomological aspects of two-graphs», Mathematische Zeitschrift 157 (2): 101-119, S2CID 120726731, doi:10.1007/BF01215145.
- Cameron, Peter J. (1997), «The algebra of an age»,  en Evans, David M., ed., Model theory of groups and automorphism groups: Blaubeuren, August 1995, London Mathematical Society Lecture Note Series 244, Cambridge University Press, pp. 126-133, ISBN 978-0-521-58955-0, «citeseerx:  10.1.1.39.2321».
- Courcelle, Bruno; Engelfriet, Joost (April 2011), Graph Structure and Monadic Second-Order Logic, a Language Theoretic Approach, Cambridge University Press, consultado el 17 de mayo de 2011.
- Droste, M.; Giraudet, M.; Macpherson, D. (March 1995), «Periodic Ordered Permutation Groups and Cyclic Orderings», Journal of Combinatorial Theory, Series B 63 (2): 310-321, doi:10.1006/jctb.1995.1022.
- Droste, M.; Giraudet, M.; Macpherson, D. (March 1997), «Set-Homogeneous Graphs and Embeddings of Total Orders», Order 14 (1): 9-20, S2CID 16990257, doi:10.1023/A:1005880810385, «citeseerx:  10.1.1.22.9135».
- Evans, David M. (17 de noviembre de 1997), «Finite covers with finite kernels», Annals of Pure and Applied Logic 88 (2–3): 109-147, doi:10.1016/S0168-0072(97)00018-3, «citeseerx:  10.1.1.57.5323».
- Ivanov, A. A. (January 1999), «Finite Covers, Cohomology and Homogeneous Structures», Proceedings of the London Mathematical Society 78 (1): 1-28, doi:10.1112/S002461159900163X.
- Jakubík, Ján (2006), «On monotone permutations of ℓ-cyclically ordered sets», Czechoslovak Mathematical Journal 45 (2): 403-415, S2CID 51756248, doi:10.1007/s10587-006-0026-4, hdl:10338.dmlcz/128075, consultado el 30 de abril de 2011.
- Kennedy, Christine Cowan (August 1955), On a cyclic ternary relation ... (M.A. Thesis), Tulane University, OCLC 16508645.
- Kónya, Eszter Herendine (2006), «A mathematical and didactical analysis of the concept of orientation», Teaching Mathematics and Computer Science 4 (1): 111-130, doi:10.5485/TMCS.2006.0108.
- Kónya, Eszter Herendine (2008), «Geometrical transformations and the concept of cyclic ordering»,  en Maj, Bożena; Pytlak, Marta; Swoboda, Ewa, eds., Supporting Independent Thinking Through Mathematical Education, Rzeszów University Press, pp. 102-108, ISBN 978-83-7338-420-0, consultado el 17 de mayo de 2011.
- Leloup, Gérard (February 2011), «Existentially equivalent cyclic ultrametric spaces and cyclically valued groups», Logic Journal of the IGPL 19 (1): 144-173, doi:10.1093/jigpal/jzq024, consultado el 30 de abril de 2011, «citeseerx: 10.1.1.152.7462».
- Marongiu, Gabriele (1985), «Some remarks on the ℵ0-categoricity of circular orderings», Unione Matematica Italiana. Bollettino. B. Serie VI (en italiano) 4 (3): 883-900, MR 0831297.
- McCleary, Stephen; Rubin, Matatyahu (6 de octubre de 2005), Locally Moving Groups and the Reconstruction Problem for Chains and Circles, Bibcode:2005math.....10122M, arXiv:math/0510122.
- Müller, G. (1974), «Lineare und zyklische Ordnung», Praxis der Mathematik 16: 261-269, MR 0429660.
- Rubin, M. (1996), «Locally moving groups and reconstruction problems»,  en Holland, W. Charles, ed., Ordered groups and infinite permutation groups, Mathematics and Its Applications 354, Kluwer, pp. 121-157, ISBN 978-0-7923-3853-6.
- Świerczkowski, S. (1956), «On cyclic ordering relations», Bulletin de l'Académie Polonaise des Sciences, Classe III 4: 585-586.
- Świerczkowski, S. (1959b), «On cyclically ordered intervals of integers», Fundamenta Mathematicae 47 (2): 167-172, doi:10.4064/fm-47-2-167-172, consultado el 2 de mayo de 2011.
- Truss, J.K. (July 1992), «Generic Automorphisms of Homogeneous Structures», Proceedings of the London Mathematical Society, 3 65 (1): 121-141, doi:10.1112/plms/s3-65.1.121.